# Fuentesoto
Fuentesoto è un comune spagnolo situato nella comunità autonoma di Castiglia e León.